# Сорок сороков (рассказ)
«Сорок сороков» — рассказ-фельетон Михаила Булгакова. Впервые опубликован в газете «Накануне» 15 апреля 1923 года.

## Сюжет
Рассказ состоит их четырёх «панорам». Панорама первая («Голые времена») описывает Москву времён военного коммунизма, в которую Булгаков приехал в конце сентября 1921 года. 
Вторая и третья панорамы описывают Москву времен НЭПа, автор наблюдает её с крыши дома Нирензее. В этом доме помещалась редакция газеты «Накануне», в которой в то время печатался Булгаков. Также имеется перекличка этой сцены с фрагментами других произведений автора: так, например, с крыши этого же дома бросается герой повести «Дьяволиада». 
Заключительная, четвёртая панорама («Сейчас») также относится к эпохе НЭПа. Булгаков завершает её словами: 

И, сидя у себя в пятом этаже, в комнате, заваленной букинистическими книгами, я мечтаю, как летом взлезу на Воробьёвы, туда, откуда глядел Наполеон, и посмотрю, как горят сорок сороков на семи холмах, как дышит, блестит Москва. Москва — мать.